# Acacia megaladena
Acacia megaladena är en ärtväxtart som beskrevs av Nicaise Auguste Desvaux. Acacia megaladena ingår i släktet akacior, och familjen ärtväxter.

## Underarter
Arten delas in i följande underarter:
- A. m. garrettii
- A. m. indo-chinensis
- A. m. megaladena